# Peitho (Mythologie)
Peitho (altgriechisch Πειθώ Peithṓ) ist in der griechischen Mythologie die Göttin der erotischen Überredung: Sie überredet junge Mädchen, sich nicht länger zurückzuhalten, sondern sich der Liebe und Erotik hinzugeben. Peitho ist als Helferin der Aphrodite und im Gefolge des Hermes zu finden.
Die Römer kannten Peitho unter dem Namen Suada oder auch Suadela.
Sie wird laut Aristophanes anstelle der zweiten Grazie, Euphrosyne, angeführt und galt Pausanias zufolge in einigen Quellen als vierte Grazie.

## Abstammung
Peitho wird als Tochter des Gottes Okeanos und der Göttin Tethys beschrieben und gehört somit zu den Okeaniden. Sie ist die Mutter der Iynx.

## Wissenswertes
Nach der Göttin wurde der Asteroid Peitho benannt.